# إيسامو ماتسورا
إيسامو ماتسورا (باليابانية: 松浦 勇武) (مواليد 12 أغسطس 1991)، هو لاعب كرة قدم ياباني سابق كان يلعب كلاعب وسط.

## وصلات خارجية
- إيسامو ماتسورا على موقع رابطة كرة القدم اليابانية للمحترفين (اليابانية)
- إيسامو ماتسورا على موقع قاعدة بيانات كرة القدم.إي يو (الإنجليزية)
- إيسامو ماتسورا على موقع Soccerway.com (الإنجليزية)
- إيسامو ماتسورا على موقع عالم كرة القدم.نت (الإنجليزية)